# Gustav Tolkmitt
Gustav Tolkmitt (* 31. Oktober 1848 in Wohlau; † 15. März 1900 in Charlottenburg) war ein deutscher Wasserbauingenieur.

## Leben
Tolkmitt immatrikulierte sich an der Albertus-Universität Königsberg und renoncierte 1867 beim Corps Baltia Königsberg. Von 1868 bis 1872 studierte er an der Berliner Bauakademie. Gleichzeitig war er Baueleve in Königsberg, wo er auch Veranstaltungen des mathematischen Seminars der Albertina belegte. Unterbrochen wurden seine Studien durch den Deutsch-Französischen Krieg, an dem er als Vizefeldwebel der Reserve im Infanterie-Regiment Nr. 24 teilnahm.
Seit 1876 Baumeister, wurde er am 1. April 1885 zum Wasserbauinspektor in Potsdam ernannt. Als solcher wurde er 1887 Mitglied des Ausschusses für den Bau des Kaiser-Wilhelm-Kanals. Zu seinen Beteiligungen an Wasserbauprojekten gehören der Bromberger Kanal und der Oder-Spree-Kanal.
1889 wurde Tolkmitt technischer Hilfsarbeiter bei der Regierung in Potsdam. Als Wasserbauinspektor war er ab 1890 in Köpenick und danach in Eberswalde. Im September 1895 nahm er einen einjährigen Urlaub und ging nach Uruguay, wo er die technische Begutachtung und Mitwirkung bei den Hafenbauten von Montevideo und bei der Regulierung des Rio Negro übernahm. Es hieß nach seiner Rückkehr, dass er als Privatdozent an der TH Charlottenburg lesen werde. Er erkrankte aber und nahm seinen Abschied aus dem Staatsdienst. Später war er noch einmal als technischer Sachverständiger in Chile. Er starb im 52. Lebensjahr.
Sein 1895 publizierter Leitfaden über gewölbte Brücken bearbeitete August Laskus auf Anregung des Verlags Wilhelm Ernst & Sohn 1902 (2. Aufl.) und 1912 (3. Aufl.) neu. Dabei berücksichtigte Laskus nicht nur die aktuellen amtlichen Bestimmungen, sondern nutzte das Tolkmittsche Verfahren auch für Bogenbrücken aus Stampfbeton – insbesondere für die in den 1890er Jahren aufkommenden Dreigelenk-Bogenbrücken: Damit trug das bis in die 1920er Jahre verbreitete Tolkmittsche Verfahren zum Übergang „vom Gewölbe zum Bogen“ beim Entwurf und der Berechnung von Massivbrücken bei.
In Berlin-Kaulsdorf wurde eine Straße nach ihm benannt.

## Auszeichnungen
- Eisernes Kreuz II. Klasse[1]
- Roter Adlerorden IV. Klasse (1897)[1][6]

## Werke
- Studien über das Project eines Oder-Warthe-Canals. 1881.
- Das Entwerfen und die Berechnung der Brückengewölbe. 1885.
- Die Stauwerke. 1892.
- Leitfaden für das Entwerfen und die Berechnung gewölbter Brücken. 1895.
- Die Wasserstraßen in Uruguay. In: Centralblatt der Bauverwaltung. 17. Jahrgang 1897. Nr. 5A (vom 3. Februar 1897), S. 57–58, Nr. 6 (vom 6. Februar 1897), S. 64–65.
- Die Grundlagen der Wasserbaukunst. 1898.
- Der Wasserweg von der Oder zur Havel. 1899.
- Bauaufsicht und Bauausführung. 1899.